# Stefano Landi
Stefano Landi (Roma, 1586-1639) fou un compositor italià.
Va estudiar al Collegio Germanico i al Seminario Romano a Roma abans de ser mestre de capella a Pàdua el 1618. Tornà a Roma on entrà al cor de la Ciutat del Vaticà on hi canta sobretot amb Gregorio Allegri. Treballà igualment a les corts dels Barberini.
Va compondre diversos llibres d'aires, salms, així com diverses òperes entre les quals La morte d'Orfeo (1619) i Il Sant'Alessio (1632).